# Arnaud de Casteloup
Arnaud de Casteloup est une série de bande dessinée créée en 1966 par Derib et Charles Jadoul dans le no 1450 du journal Spirou.

## Publication

### Albums
- 1 Arnaud de Casteloup, Albin Michel coll. « Kaléidoscope », Paris, 4e trimestre 1976
Scénario : Charles Jadoul - Dessin : Derib - Couleurs : n&b -  (ISBN 2-226-00319-3) (BNF 43416773)
- 2 Tome 2, Bédéscope coll. « Aventures », Bruxelles, septembre 1980
Scénario : Charles Jadoul - Dessin : Derib - Couleurs : n&b
- Intégral, Récréabull coll. « Récréabull », Bruxelles, 1987
Scénario : Charles Jadoul - Dessin : Derib - Couleurs : quadrichromie -  (ISBN 2-87182-039-2)

### Revues
- La Fille du braconnier